# Jerry Hughes
Jerry Hughes Jr. (* 13. srpna 1988 v Sugar Land, stát Texas) je hráč amerického fotbalu nastupující na pozici Defensive enda nebo Outside linebacker za tým Buffalo Bills v National Football League. Univerzitní fotbal hrál za Texas Christian University, poté byl vybrán v prvním kole Draftu NFL 2010 týmem Indianapolis Colts.

## Vysoká škola a univerzita
Hughes dostal tři nabídky od univerzit v době, kdy navštěvoval Austin High School, kde hrál americký fotbal na pozici Running backa. V poslední sezóně 2006 zde naběhal 1 412 yardů pro 19 touchdownů, čímž si vybojoval místo v okresním all-stars týmu jako Running back i Kick returner. V důsledku toho, že ho web Rivals.com ohodnotil pouze dvěma hvězdičkami, o něj nebyl velký zájem a dostal málo nabídek. Nakonec upřednostnil TCU před univerzitami Iowa State, Arizona State a North Texas.
Hughes upřednostnil atletické stipendium a pod trenérem Gary Pattersonem hrál v letech 2006–2009 americký fotbal. Patterson rozpoznal jeho atletické schopnosti a přesunul ho na pozici Defensive linemana, před startem první sezóny mu pak určil roli Defensive enda. Zde odehrál deset utkání, o rok později již všech třináct. Jako junior v roce 2008 získává pozici startujícho hráče a zaznamená 15 sacků, 18,5 tacklu pro ztrátu, 6 forced fumblů a 2 interceptiony, z toho jeden vrácený do touchdownu. 15 sacků bylo nejvíc v celé soutěži, za což byl Hughes vybrán do prvního all-stars týmu konference All-Mountain West (MWC) a stal se Defenzivním hráčem roku MWC. O rok později své statistiky ještě vylepšil, když si připsal 54 tacklů a 11,5 sacku. Také pomohl svému týmu k nejlepší obraně v lize v počtu yardů (233 na zápase) a k šestému nejnižšímu počtu obdržených bodů na zápas (12,4). Znovu je jak členem all-stars týmu MWC, tak jejím Defenzivním hráčem roku. Studium ukončí ziskem bakalářského titulu v oboru Komunikace.

## Profesionální kariéra

### Draft NFL
Jerry Hughes byl vybrán v prvním kole Draftu NFL 2010 na 31. místě celkově týmem Indianapolis Colts jako první hráč TCU vybraný v prvním kole od doby LaDainana Tomlinsona v roce 2001, a jako první defenzivní hráč TCU od doby Boba Lillyho v roce 1961.
| Parametry před draftem |           |            |                |        |        |        |        |          |              |                 |    |
| Výška                  | Váha      | Délka paží | Velikost rukou | 40 yd  | 10 yd  | 20 yd  | 20 ss  | 3 kužely | Vert         | Broad           | BP |
| 6 stop 1 3⁄4 palce     | 255 liber | 33 palců   | 9 3⁄4 palce    | 4.56 s | 1.63 s | 2.63 s | 4.15 s | 6.99 s   | 34 1⁄2 palce | 9 stop 10 palců | 26 |

### Indianapolis Colts
V první sezóně 2010 Hughes nastoupil do deseti utkání jako náhradní Defensive end a člen special teamu. O rok později porci zápasů zopakuje a v utkání proti Houstonu Texans poprvé nastupuje jako startující hráč. První sack kariéry zaznamená 3. října proti Tampě Bay Buccaneers, celkem nasbírá 15 tacklů (9 asistovaných). V ročníku 2012 už nastupuje do všech zápasů základní části (šestkrát jako startující hráč) i play-off, ale tentokrát na pozici outside linebackera. Celkem si připíše 41 tacklů (12 asistovaných), 4 sacky a 1 ubráněný bod. Nicméně 16. listopadu je potrestán pokutou 21 tisíc dolarů za late hit v utkání proti Jacksonville Jaguars.

### Buffalo Bills
29. dubna 2013 vyměňují Colts Hughese za linebackera Kelvina Shepparda do Buffala Bills. V sezóně 2013 nastoupí do všech šestnácti utkání a v nich si připíše 46 tacklů (14 asistovaných), 10 sacků, 2 forced fumbly a dvě zblokované přihrávky. O rok později své statistiky ještě vylepší, když zaznamená 53 tacklů (17 asistovaných), 10 sacků a 3 forced fumbly. 9. března 2015 pak s Bills podepisuje pětiletý kontrakt na 45 milionů dolarů (20 milionů garantovaných).